# Tibor Scitovsky

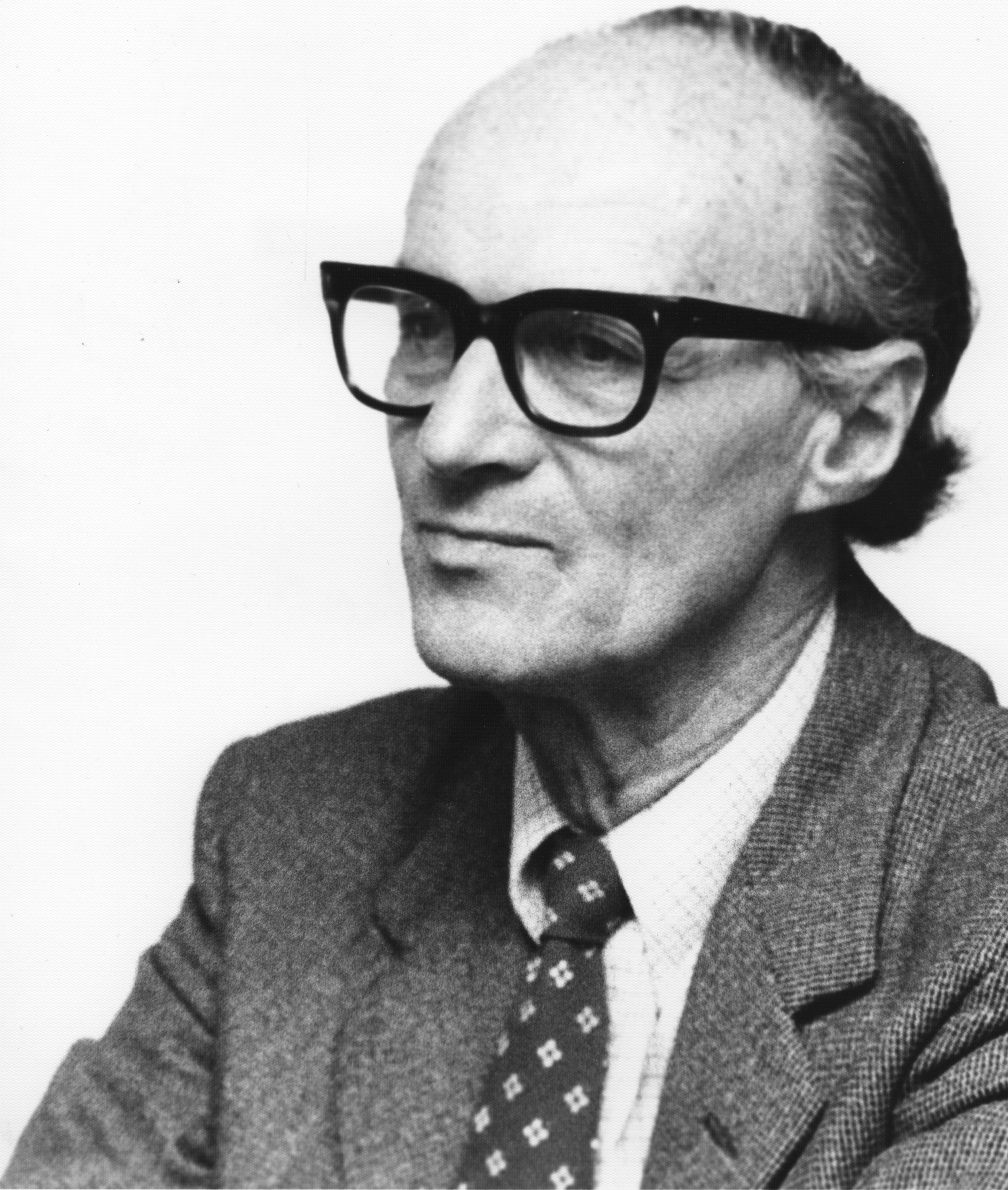
Tibor Scitovsky

Tibor de Scitovsky oder auch Tibor (von) Scitovsky (* 3. November 1910 in Budapest; † 1. Juni 2002) war ein US-amerikanischer Wirtschaftswissenschaftler. Bekannt wurde er insbesondere durch seine Veröffentlichungen zur Beziehung zwischen der Zufriedenheit der Menschen und ihrem wirtschaftlichen Konsum. Er lehrte von 1946 bis 1958 an der Stanford University und war dort „Eberle Professor of Economics“ von 1970 bis zu seiner Emeritierung im Jahr 1976. 1966 wurde er in die American Academy of Arts and Sciences und 1981 als korrespondierendes Mitglied in die British Academy gewählt.

## Veröffentlichungen (Auswahl)
- The Joyless Economy: The Psychology of Human Satisfaction, Oxford University Press, Oxford 1976/1992, ISBN 0-19-507347-9; deutsch übersetzt von Gerti von Rabenau: Psychologie des Wohlstands: Die Bedürfnisse des Menschen und der Bedarf des Verbrauchers, Campus, Frankfurt am Main / New York, NY 1977, ISBN 3-593-32210-2 / 1989, ISBN 3-593-34202-2.
- Human Desire and Economic Satisfaction: Essays on The Frontiers of Economics, New York University Press, New York, NY 1986, ISBN 0-8147-7862-3.